# Sedlice (Slovacchia)
Sedlice (in tedesco Sedlitz, in ungherese Szedlice) è un comune della Slovacchia facente parte del distretto di Prešov, nella regione omonima.